# Christian-Jaque
Christian Maudet, més conegut com a Christian-Jaque (19è districte de París, 4 de setembre de 1904 - Boulogne-Billancourt, 8 de juliol de 1994) fou un guionista i director de cinema francès.

## Biografia
Fill del director d'una foneria, va estudiar al College Rollin de París i estudià arquitectura a l'École nationale supérieure des beaux-arts i a l'École nationale supérieure des arts décoratifs. El 1924 va dissenyar cartells de pel·lícules per a First National Pictures amb Jacques Chabraison. Com que signava les obres amb l'abreujatura del seus primer noms, Christian-Ja(c)que(s), les conservarà com a pseudònim quan dos anys més tard treball com a periodista per a Cinégraph, i després com a decorador de cinema de 1927 a 1931.
La seva filmografia, d'una longevitat excepcional, és impressionant: des del 1932 (Le Bidon d'or) fins al 1977 (La Vie Parisienne), va dirigir sis curtmetratges, tres esquetxs i cinquanta-nou llargmetratges (va co-realitza uns altres tres i en deixa sense acabar). Del 1968 al 1985, va treballar en seixanta pel·lícules de televisió.
Entre els actors que va dirigir (en diverses ocasions): Fernandel, Albert Préjean, Mistinguett, Erich von Stroheim, Michel Simon, Raymond Rouleau, François Périer, Harry Baur, Renée Faure, Bernard Blier, Jean-Louis Barrault, Renée Saint-Cyr, Jules Berry, Micheline Presle, Louis Jouvet, Viviane Romance, Edwige Feuillère, Jean Marais, Gérard Philipe, Daniel Gélin, Maria Casarès, Charles Boyer, Pierre Brasseur, Gina Lollobrigida, Sophia Loren, Danielle Darrieux, Martine Carol, Claudia Cardinale, Jean-Louis Trintignant, Michel Piccoli, Brigitte Bardot, Jacques Charrier, Francis Blanche, Robert Hossein, Marina Vlady, Virna Lisi, Bourvil, Annie Girardot, Alain Delon, Jean Yanne, etc
Sota l'Ocupació de França pel Tercer Reich, Christian-Jaque va realitzar dues pel·lícules per a la companyia alemanya Continental Films, L'Assassinat du père Noël i La Symphonie fantastique, que tindran un èxit de gran públic. Christian-Jaque acabarà la guerra a les files de les Forces Franceses de l'Interior.
Va treballar en col·laboració amb la guionista Simone Bourdarias durant 23 anys (1936-1959) durant almenys 25 pel·lícules. Amb Martine Carol, la seva quarta esposa, va rodar sis pel·lícules que mostraven la bellesa de la seva dona, entre les quals hi havia Lucrèce Borgia (1953), Madame du Barry (1954), Nana (1955) i Nathalie (1957). El 1959 va dirigir Babette s'en va-t-en guerre amb una joveneta Brigitte Bardot (i Jacques Charrier).
Ha estat guardonat amb la Legió d'Honor, oficial de l'Orde Nacional del Mèrit, Creu de Guerra 1939-1945 i comanador de les Arts i de les Lletres el 10 de novembre de 1978.
Christian-Jaque va morir d'un atac de cor el 8 de juliol de 1994, als gairebé 90 anys. És enterrat al cementiri de Père-Lachaise (85a Divisió).

## Filmografia

### Cinema

#### Director
- 1932: Le Bidon d'or
- 1932 : Le Tendron d'Achille
- 1932 : Adhémar Lampiot
- 1933: Ça colle
- 1933 : Un bœuf sur la langue (mig metratge)[4]
- 1933: L'Article 382 o La Montre (mig metratge)
- 1934: L'Atroce Menace
- 1934 : Vilaine Histoire
- 1934 : Le Père Lampion
- 1934 : Compartiment de dames seules
- 1935: Voyage d'agrément
- 1935 : Sous la griffe
- 1935 : La Sonnette d'alarme
- 1935 : Sacré Léonce
- 1935 : La Famille Pont-Biquet
- 1936: Un de la légion
- 1936 : Rigolboche
- 1936 : Monsieur Personne
- 1936 : Josette
- 1936 : L'École des journalistes
- 1937: François Ier
- 1937 : Les Perles de la couronne
- 1937 : Les Pirates du rail
- 1937 : La Maison d'en face - també adaptador
- 1937 : Les Dégourdis de la 11e
- 1937 : À Venise, une nuit
- 1938: Les Disparus de Saint-Agil
- 1938 : Ernest le rebelle
- 1938 : Raphaël le tatoué
- 1939: Le Grand Élan
- 1941: L'Enfer des anges
- 1941 : Premier bal
- 1941 : L'Assassinat du père Noël
- 1942: La Symphonie fantastique
- 1943: Voyage sans espoir - també adaptador
- 1945: Carmen - també adaptador
- 1945 : Boule de Suif - també adaptador
- 1945 : Sortilèges - també adaptador
- 1946: Un revenant o Le Revenant - també guionista
- 1948: La Chartreuse de Parme - també guionista
- 1948 : D'homme à hommes - també guionista
- 1949: Singoalla - també guionista
- 1950: Souvenirs perdus - també guionista
- 1951: Barbablava (Blaubart) - també guionista
- 1952: Fanfan la Tulipa - també guionista
- 1952 : Adorables Créatures - també guionista
- 1953: Lucrèce Borgia - també guionista
- 1954: Destinées, sketch « Lysistrata »
- 1954 : Madame du Barry - també guionista
- 1955: Nana - també guionista
- 1956: Si tous les gars du monde - també guionista
- 1957: Nathalie - també guionista
- 1958: La Loi, c'est la loi - també guionista
- 1959: Babette s'en va-t-en guerre
- 1960: La Française et l'Amour, sketch « le Divorce »
- 1961: Madame Sans-Gêne - també guionista
- 1962: Les Bonnes Causes - també guionista
- 1964: La Tulipe noire - també guionista
- 1964 : Le Repas des Fauves - també guionista
- 1964 : Le Gentleman de Cocody - també guionista
- 1965: Guerre secrète - també guionista
- 1965 : Marco Polo (inacabada)
- 1966: Le Saint prend l'affût - també guionista
- 1966 : La Seconde Vérité - també guionista
- 1967: Deux billets pour Mexico (Geheimnisse in goldenen Nylons)
- 1968: Les Amours de Lady Hamilton - també guionista
- 1969: S.O.S. fréquence 17, fulletó televisat
- 1970 : Don Camillo et les Contestataires (inacabada)
- 1971: Les Pétroleuses
- 1975 : Docteur Justice - també guionista
- 1977: La Vie parisienne

#### Decorador
- 1928: La Marche nuptiale d'André Hugon
- 1928: La Grande passion d'André Hugon
- 1929: Les Trois Masques d'André Hugon
- 1930: La Femme et le Rossignol d'André Hugon
- 1930: La Tendresse d'André Hugon
- 1930: Au Bonheur des Dames de Julien Duvivier
- 1930: Lévy et Cie d'André Hugon
- 1931: Le Marchand de sable d'André Hugon
- 1932: La Croix du sud d'André Hugon

### Televisió

#### Telefilms
- 1980: Opération Trafics (Achtung Zoll!)
- 1981: S.A.R.L. (Société amoureuse à responsabilité limitée)
- 1985: Carné, l'homme à la caméra, documental - retrat de Marcel Carné

#### Sèries
- 1972: Omer Pacha
- 1972: Les Évasions célèbres
- 1973: Arpad le Tzigane
- 1974: À vous de jouer Milord
- 1975: Jo Gaillard
- 1981: La Nouvelle Malle des Indes - també guionista
- 1983: L'Homme de Suez

## Distincions
- Premi al millor guió a la 5a Mostra Internacional de Cinema de Venècia de 1937 per Les Perles de la couronne
- Premi de la posada en escena al 5è Festival Internacional de Cinema de Canes per Fanfan la Tulipa
- millor guió de pel·lícula estrangera al Festival Internacional de Cinema de Sant Sebastià 1956[5] per Si tous les gars du monde
- Prix Fémina belga del cinema (1956) per Si tous les gars du monde
- Globus de Vidre al Festival Internacional de Cinema de Karlovy Vary de 1956 per Si tous les gars du monde
- Medalla d'argent del film europeu a Venècia (1957) per Si tous les gars du monde
- Ós de Plata al 2n Festival Internacional de Cinema de Berlín per Fanfan la Tulipa.[6]
- Membre del jurat del 1r Festival Internacional de Cinema de Moscou.[7]
- César d'honor per la seva carrera (1985).